# Rivière Sainte-Claire
La rivière Sainte-Claire est une rivière qui sépare la province canadienne d'Ontario de l'État du Michigan aux États-Unis et qui relie le lac Huron au lac Sainte-Claire. Les deux rives sont reliées par un seul pont à hauteur de Port Huron (côté américain) et Sarnia (côté canadien).

## Géographie
La Sainte-Claire fait 64 kilomètres de long ; le dénivelé entre les deux lacs est de 1,5 mètre. La rivière se divise peu avant le lac Sainte-Claire, créant un delta.
La rivière est nommée en honneur de Claire d'Assise.